# Hücheln (Frechen)

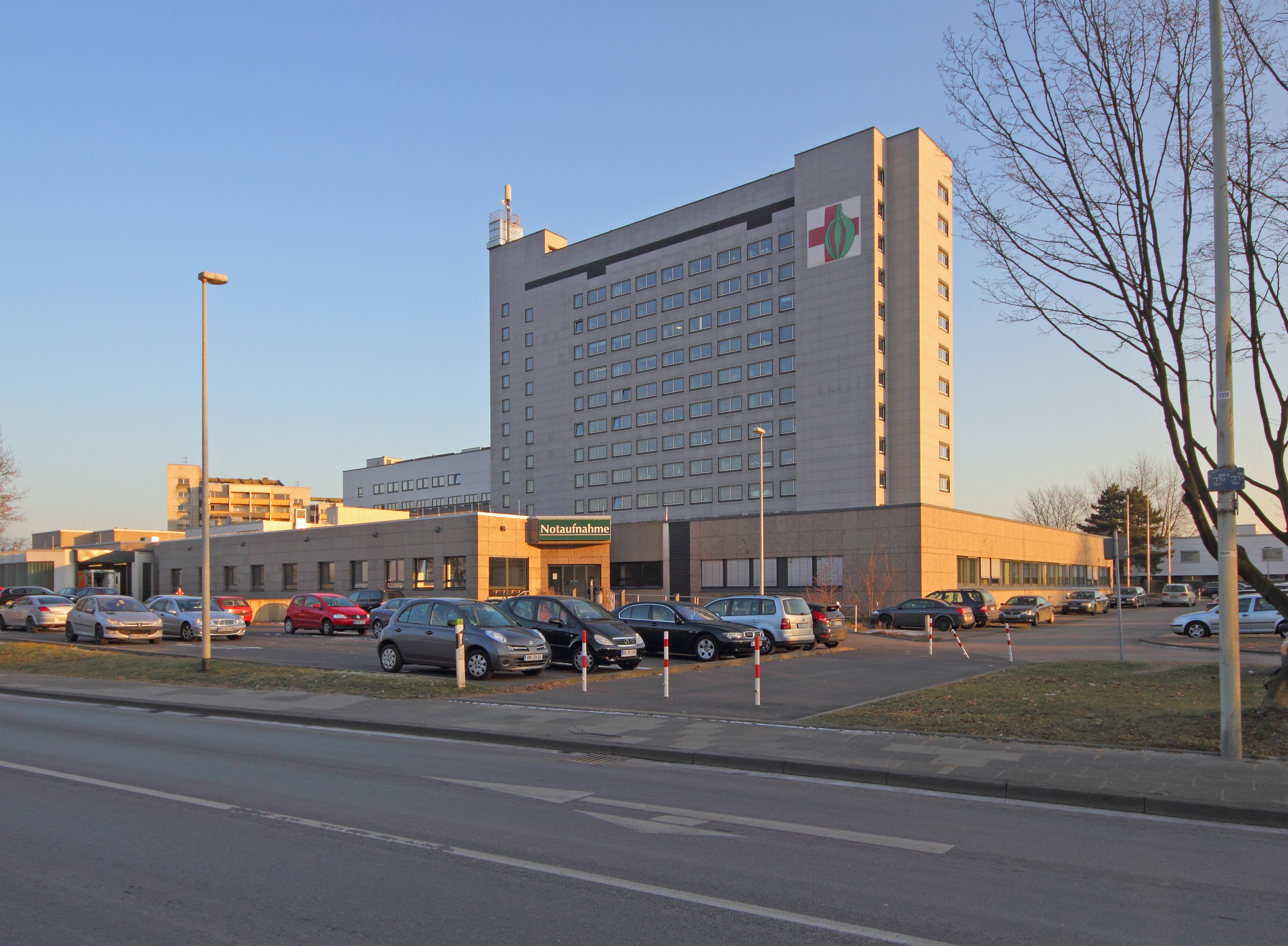
St.-Katharinen-Hospital in Hücheln

Hücheln ist ein nördlich des Innenstadtgebietes gelegener Stadtteil von Frechen im Rhein-Erft-Kreis. Der Ort weist überwiegend Wohnbebauung auf. Seit dem Mittelalter war Hücheln Standort einer Privatbrauerei, die eine vom inzwischen verstorbenen Braumeister Wenzel Hintermeier entwickelte Besonderheit in speziellen Glaskrügen anbot: das hefetrüb belassene Bier namens Hüchelner Urstoff. Hücheln hat knapp 1500 Einwohner und ist mit Buschbell zu einem Doppelstadtteil zusammengewachsen. Der seit 1902 bestehende Gemeinnützigerverein Freundschaft Hücheln ist besonders im Karneval aktiv und veranstaltet die traditionelle Herbstkirmes am ersten Sonntag im September, wo als Höhepunkt das Hahneköppen montags stattfindet.

## Sehenswürdigkeiten

### Ägidiuskapelle

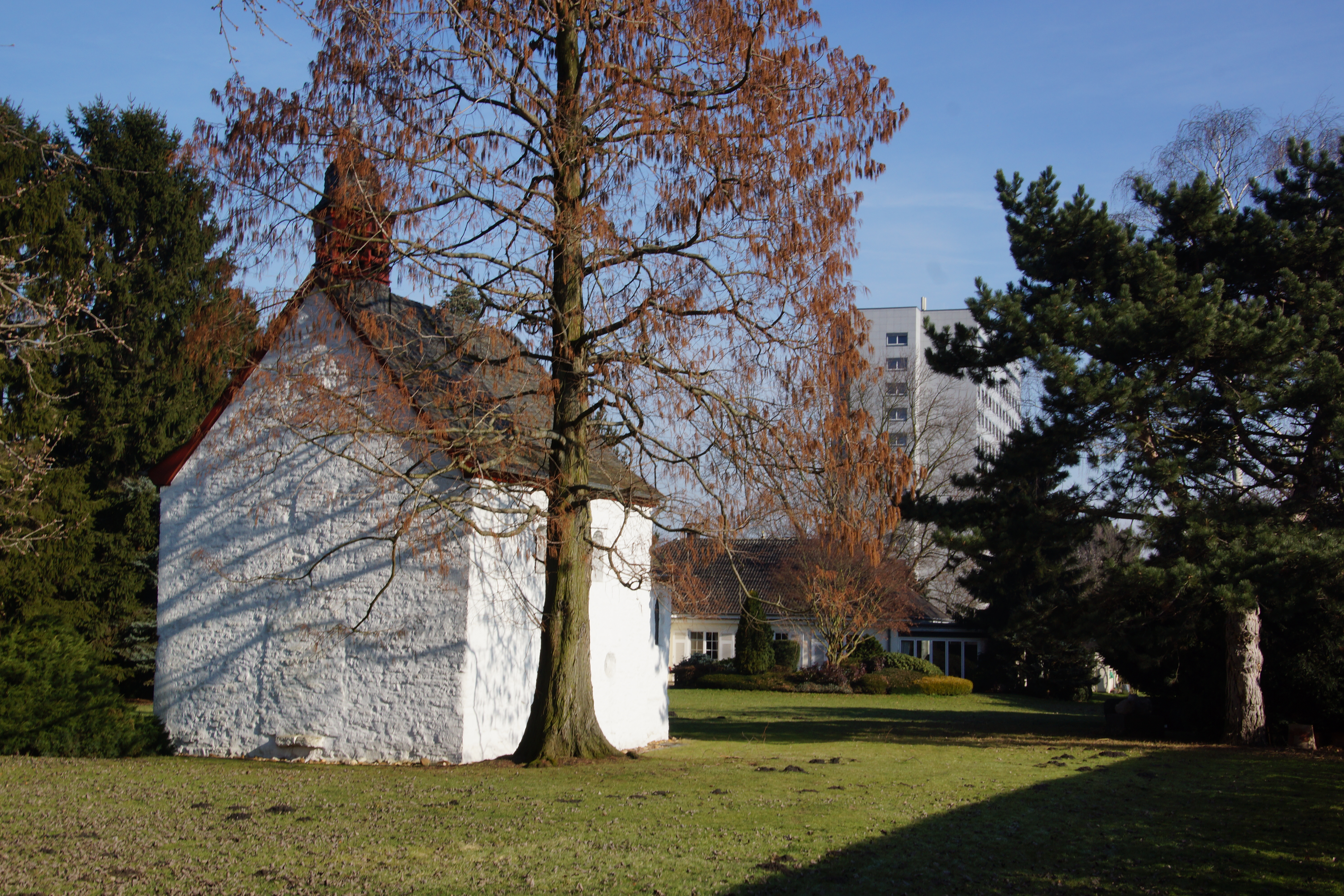
Ägidiuskapelle 2015

In Hücheln befindet sich mit der Ägidiuskapelle das älteste Bauwerk im Stadtgebiet. Der als Hofkapelle des Baumannshofes entstandene Sakralbau datiert aus dem 10. Jahrhundert, womöglich früher, wie Mörtelproben ergeben haben. 1697 wurde der zwischenzeitlich gotisierte Bau grundlegend verändert und mit einem Barockportal versehen; 1959 förderten weit reichende Restaurierungsmaßnahmen Erkenntnisse über die baugeschichtliche Entwicklung zutage. Einige bauliche Befunde geben bis heute ungelöste Rätsel auf; dazu gehört das sogenannte Beichtfenster. Der Mosaikboden der Kapelle besteht aus senkrecht gestellten Tonplättchen, die während des Brandes von Gefäßen zum Stapeln des Brenngutes im Steinzeugofen verwendet worden sind; daher sind sie hart versintert. Heute finden in der Kapelle vor allem Gottesdienste für Familienangehörige und Freunde der Familie Baumann sowie der Gottesdienst am Kirmesdienstag statt.

### Brauerei Hintermeier

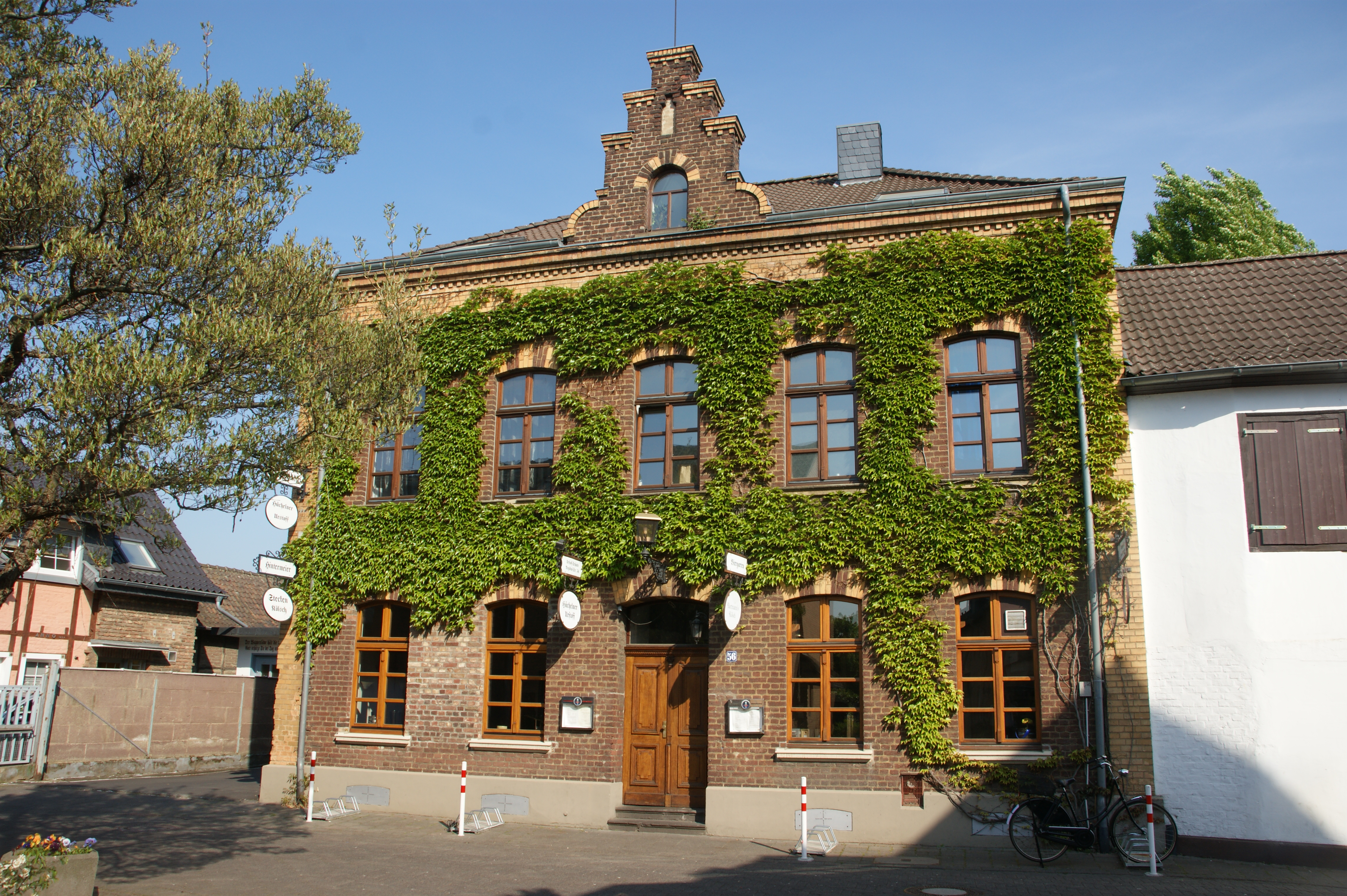
Urstoff-Schänke

Für die kleine Brauerei besaßen schon seit 1723 Hugenotten das Braurecht. Seit Mitte des 19. Jahrhunderts war sie im Besitz der Familie Metzmacher. Zwischen 1937 und 1949 wurde nicht gebraut. Am 1. September 1949 übernahm Wenzel Hintermeier († 1994) die gesamte Anlage. Gebraut wurden Stecken-Alt, später Stecken-Kölsch, Hüchelner Urstoff und seit 1992 Bartmann-Kölsch. 2017 wurde der Braubetrieb eingestellt und auf dem Gelände Eigentumswohnungen gebaut.

## Verkehrsanbindung

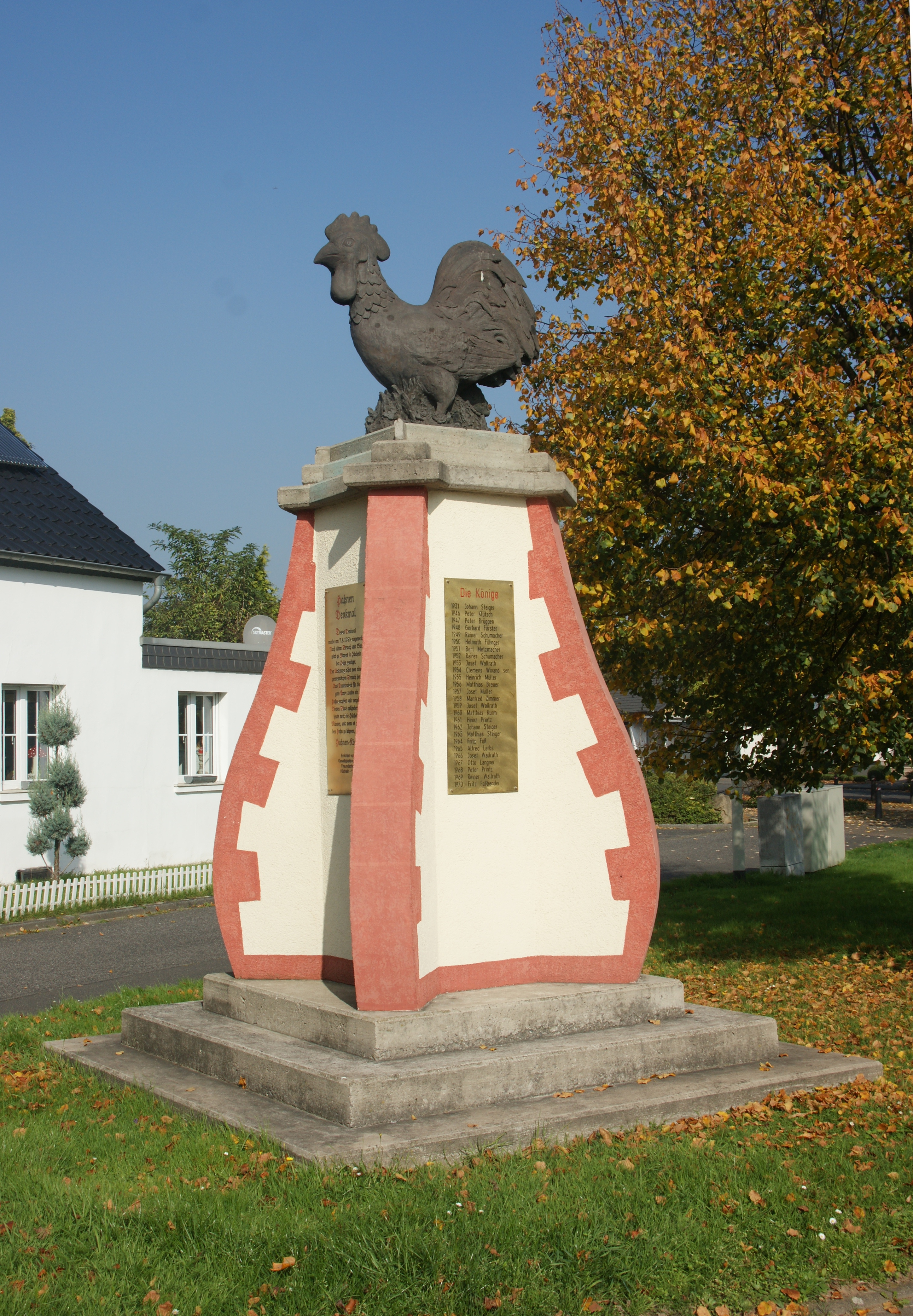
Hahnendenkmal

Der nächste Bahnhof ist „Frechen-Königsdorf“ an der S-Bahn S 12 Düren – Horrem – Frechen-Königsdorf – Köln. Die nächsten Autobahn-Anschlussstellen sind Frechen an der A 1 und Frechen-Nord an der A 4.
Die VRS-Buslinie 145 der Kölner Verkehrs-Betriebe verbindet Hücheln ab der Haltestelle Hücheln Krankenhaus mit der Frechener Innenstadt und mit Weiden und Lövenich. Die Buslinien 931 und 980 der Rhein-Erft-Verkehrsgesellschaft verbinden den Ort mit Frechen Mitte, Königsdorf und Pulheim. Die Schnellbuslinie SB91 verkehrt ab der Haltestelle Schlehdornstraße in Richtung Dormagen und Brühl. Zusätzlich verkehren einzelne Fahrten der auf die Schülerbeförderung ausgerichteten Linie 957.
| Linie | Betreiber | Verlauf |
| ----- | --------- | --- |
| 145   | KVB       | Bocklemünd – Widdersdorf – Lövenich Bf – Weiden Zentrum – Hücheln Krankenhaus – Frechen – Bachem                                                                                               |
| 931   | REVG      | Königsdorf Widderstr – Königsdorf Bf – Buschbell – Hücheln – Frechen Rathaus |
| 957   | REVG      | Schülerverkehr: Königsdorf – Buschbell – Hücheln – Frechen Rathaus |
| 980   | REVG      | (Worringen S –) Sinnersdorf – Pulheim Bf – Geyen – Sinthern – Abtei Brauweiler – Brauweiler – Königsdorf Bf – Buschbell – Hücheln – Frechen Rathaus                                            |
| SB91  | REVG      | Schnellbus: Dormagen Bf – Hackenbroich – Worringen S – Sinnersdorf – Pulheim – Geyen – Brauweiler – Weiden West – Hücheln – Frechen Rathaus – Hürth Mitte (ZOB) – Kendenich – Heide – Brühl Bf |